# Masacre de Realengo de 2011
La Masacre de Realengo fue un hecho acontecido el día 7 de abril del 2011, en la ciudad de Río de Janeiro, en Brasil, en la Escuela Pública Municipal Tasso da Silveira, ubicada en el barrio de Realengo. Un antiguo estudiante de la Escuela Pública Municipal Tasso da Silveira, de nombre Wellington Menezes de Oliveira abrió fuego contra un grupo de estudiantes de la escuela primaria matando a 12 niños y causando unos 20 heridos, para posteriormente quitarse la vida al verse rodeado por las fuerzas policiales de la ciudad.

## Acontecimientos
Wellington Menezes de Oliveira, de 23 años de edad y exalumno del colegio Tasso da Silveira entró en el centro educativo afirmando que era un conferenciante que iba a participar en un seminario que estaba previsto impartir en el centro educativo. "Llegó bien vestido y llevaba una bolsa (mochila), conversó con varios profesores muchos de ellos le impartieron clases a él",  señalaron testigos.
En este día Wellington Menezes de Oliveira, siendo 8:30 a. m.,  fue a un salón de octavo grado donde estaban impartiendo la primera hora de la clase de portugués, que estaba en el primer piso, y armado con un revólver del calibre .32 y otro del calibre .38 empezó a disparar.
Siguió su derrotero hasta el segundo nivel y cuando iba rumbo al tercero, fue interceptado por un sargento de la policía, Márcio Alves,  que lo acorraló, le disparó en una pierna y le pidió que se rindiese. Entonces, Menezes tomó unas de sus armas de fuego, se disparó un tiro en la cabeza y murió.
La acción policial se produjo gracias a que algunos de los menores atacados lograron escapar aterrorizados y avisaron a gritos a dos policías que se encontraban patrullando a dos manzanas cerca del colegio y estos actuaron para evitar un desastre mayor.

## Carta
Los medios de comunicación electrónicos brasileños publicaron la carta hallada luego de la masacre en Realengo. Allí, el tirador se define como un "hombre puro" y admitía que no iba a salir con vida de la escuela.
El contenido de la nota no ha dejado evidencia de las razones del ataque, demuestra trastornos psicológicos y hace referencias al Islam, según los medios locales.
Menezes se refiere a que los "impuros" no podrán tocar su cuerpo "sin guantes". "Ningún fornicador o adúltero podrá tener contacto directo conmigo", señalaba. Además, decía que después de su muerte quería ser desnudado, bañado y envuelto en una sábana blanca que él mismo había dejado en el edificio donde ocurrió la tragedia. "Si es posible, quiero ser enterrado junto a la tumba donde está mi madre", indicaba en la misiva. La mujer, su madre adoptiva, murió hace un año y vivía a tres cuadras de la escuela donde ocurrió la masacre. En la carta, el asesino también pedía que la casa donde vivía (en el barrio Sepetiba, al oeste de la ciudad) sea donada a instituciones que se dediquen al cuidado de los animales. En otro tramo del escrito, Menezes escribió que pretende que, frente a su sepultura, "un fiel seguidor de Dios" rece "pidiendo perdón" por lo que ha hecho en su vida.
La carta lleva la firma del asesino y, según las autoridades de seguridad, fue hallada en el escritorio de un profesor.

## Víctimas
Aunque hubo muchos estudiantes peleando entre la vida y la muerte hasta el momento el balance oficial es de 11 niños muertos (en otros medios de comunicación se señala de 12 a 13 víctimas), de ellos diez eran preadolescentes y adolescentes de entre 12 y 14 años. Otros 18 niños y adolescentes están siendo atendidos en el hospital, la mayoría con heridas de bala en el tórax y la cabeza. También hay trabajadores heridos.
Esta es la Lista oficial de víctimas presentadas por la policía de Río de Janeiro, y publicado en la página electrónicas brasileñas hasta el momento:
1. Ana Carolina Pacheco da Silva, 13 años;
2. Bianca Rocha Tavares, 13 años;
3. Géssica Guedes Pereira, 14 años;
4. Igor Moraes, 12 años;
5. Karine Chagas de Oliveira, 14 años;
6. Larissa dos Santos Atanásio, 13 años;
7. Laryssa Silva Martins, 13 años;
8. Luiza Paula da Silveira, 14 años;
9. Mariana Rocha de Souza, 12 años;
10. Milena dos Santos Nascimento, 14 años;
11. Rafael Pereira da Silva, 14 años;
12. Samira Pires Ribeiro, 13 años

Después del evento, las familias de cuatro víctimas han decidido donar los órganos de los adolescentes.

## Perpetrador
Wellington Menezes de Oliveira de 23 años, era un exalumno del colegio Tasso da Silveira, en Realengo, Ciudad de Río de Janeiro,  Estado de Río de Janeiro. Había visitado la institución educativa el año pasado. Antes de realizar la cruel matanza del 7 de abril de 2011. Wellington Menezes de Oliveira era hijo adoptivo de una familia de cinco hermanos. Hasta hace poco más de un año vivía en la calle Jetiquinhonha, en Realengo, aproximadamente a un kilómetro de distancia del colegio. Después se mudó al barrio de Sepetiba. Los vecinos que conocen a la familia expresaron que era de carácter retraído y acostumbraba a estar solo. Se había deprimido mucho cuando su madre sustituta, Dicéa Menezes de Oliveira, murió de un infarto.
Roselaine, hermana de adopción del autor de la masacre, explicó a la radio BandNews que llevaba siete meses sin verlo. "En la época de las elecciones [presidenciales del pasado octubre] vino aquí. Nos pareció extraño que estuviera con una barba muy grande", dijo. "Decía muchas tonterías. Sólo estaba en Internet, no tenía amigos. Era muy extraño y reservado", agregó la mujer, de 49 años. Se menciona que visitaba páginas de contenido fundamentalista religioso.

### Motivo
Su justificación fue el hecho de haber sufrido maltrato psicológico por sus excompañeros del Tasso da Silveira, donde pasó sus años escolares. Lo recuerdan por su renguera, por su escaso trato social y porque era objeto de las burlas del resto. El testimonio de uno de ellos, Bruno Linhares -hoy de 23 años-, confirma ese perfil: "Wellington era completamente tonto. Se notaba que tenía algún problema. Era muy callado, muy cerrado. Y la pandilla se reía de él causa de su pie, pero no al punto de justificar que hiciera esto [por la masacre]". Linhares recordó que "una vez, un compañero lo palmeó en la espalda y le dijo, bromeando: «Cara, la gente te tiene miedo porque un día vas a matar a mucha gente». Fue un chiste, pero ahora parece una profecía. Sinceramente no sé por qué pudo hacer algo así".
La macabra promesa fue escrita por un bloguero que utilizó un perfil falso con el nombre de un diputado carioca del PP, Jair Bolsonaro, en Orkut, una famosa y popular red social que utilizan las personas en Brasil. Éste negó toda vinculación con la red social en la que quedó registrado el debate sobre bullying, el maltrato social entre alumnos escolares. Ahora se cree que Wellington Menezes da Oliveira estaba exponiendo su terrible proyecto, haciendo referencia a Seung-Hui Cho y la masacre de Virginia Tech en Estados Unidos, en ese entonces el tiroteo escolar más mortífero de la historia.

## Luto y consternación en Brasil
La presidenta brasileña, Dilma Rousseff, decretó luto oficial de tres días y manifestó su "repudio" a la matanza perpetrada en la escuela pública.
A su vez, el ministro de Educación, Fernando Haddad, calificó de "tragedia sin precedentes" el acto de violencia y ha aseguró que hoy es "un día de luto para la educación."
El gobernador del Estado de Río de Janeiro Sergio Cabral, y el alcalde de la ciudad de Río, Eduardo Paes, condenaron los hechos acontecidos en la tragedia de la Escuela Municipal Tasso da Silveira, Realengo en el oeste de Río, en una conferencia de prensa, y expresó su pésame a las familias afectadas. Cabral calificó el tirador Wellington de Oliveira Menezes como "psicópata y animal"
Las madres y padres de los alumnos corrieron desesperados a la escuela para saber noticias de sus hijos. La alcaldía puso a disposición de la familia equipos de psicólogos y asistentes sociales para ayudarles, ya que muchos se desmayaron y estaban en estado de shock.

## Funerales
Una multitud se agolpó muy conmovida en el cementerio Murundu, aledaño a la zona de Realengo, en el oeste de la ciudad para participar en la ceremonia.
Un helicóptero de la policía militar arrojó pétalos de rosa desde el cielo en el momento que se realizó el primer entierro, gesto que produjo una gran emoción en la gente.

## Homenajes
Doce banderas brasileñas manchadas de rojo fueron puestas hoy en la playa de Copacabana, en Río de Janeiro, para recordar a los doce niños muertos el pasado 7 de abril, cuando un hombre invadió el colegio donde estudiaban y comenzó a disparar.
La protesta, organizada por la organización no gubernamental "Río de Paz" y apoyada por la ONG "Viva Río", reunió a unas 70 personas que pedían una acción más efectiva del gobierno en el combate al tráfico de armas y de munición.